# Hohenzollernmodell

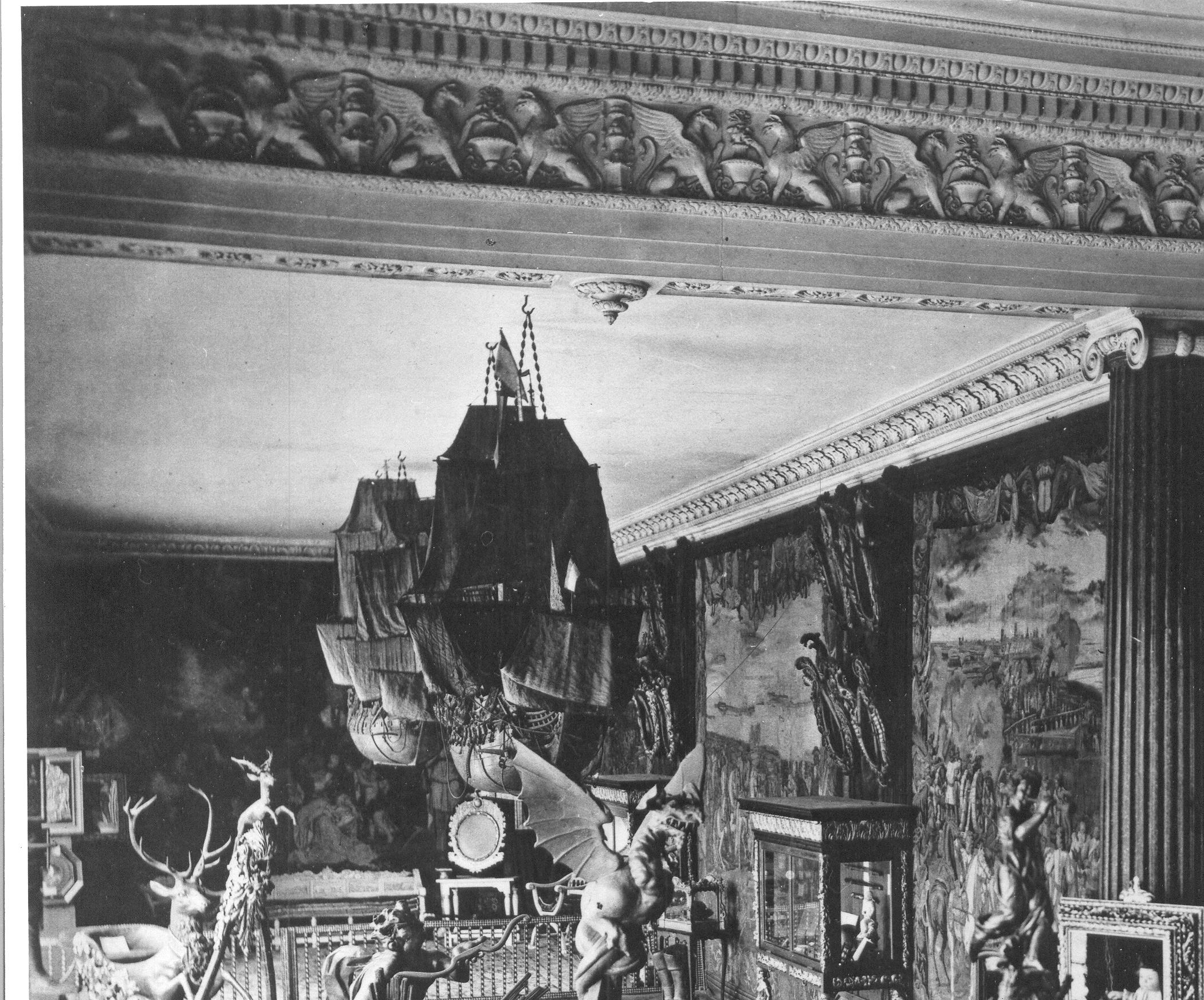
Blick in die Ausstellung des Hohenzollernmuseums mit dem Hohenzollernmodell unter der Decke, 1878.

Das Hohenzollernmodell war das einzige unverfälscht dokumentierte niederländische Schiffsmodell aus dem 17. Jahrhundert, welches einer technischen Dokumentation (Werftmodell) entsprach. Bevor es im Zweiten Weltkrieg in Berlin total zerstört wurde, konnte es noch von Heinrich Winter mit vielen Fotos und einer ausführlichen Beschreibung dokumentiert werden. Es ist ein besonders wichtiges und bekanntes Dokument für die Schiffbaugeschichte und wird oft von Modellbauern als Vorbild verwendet.

## Der Name
Der Name „Hohenzollernmodell“ wurde bereits in den ersten Veröffentlichungen verwendet. Er beruht wahrscheinlich auf der Herkunft des Schiffsmodells aus den Besitzungen der Hohenzollern. Alternative Namen sind „Berliner Modell“ und „Holländischer Zweidecker“. Ersterer Name leitet sich vom Berliner Standort her, im Gegensatz zu Modellen in Amsterdamer oder Rotterdamer Sammlungen. Die zweite Benennung rührt vom Titel des Buches von Heinrich Winter her. Dieser hat aber den Nachteil, dass damit mehr eine Gruppe von Fahrzeugen beschrieben wird wie beispielsweise De Zeven Provinciën, Hollandia und Gouden Leeuw.

## Das Modell

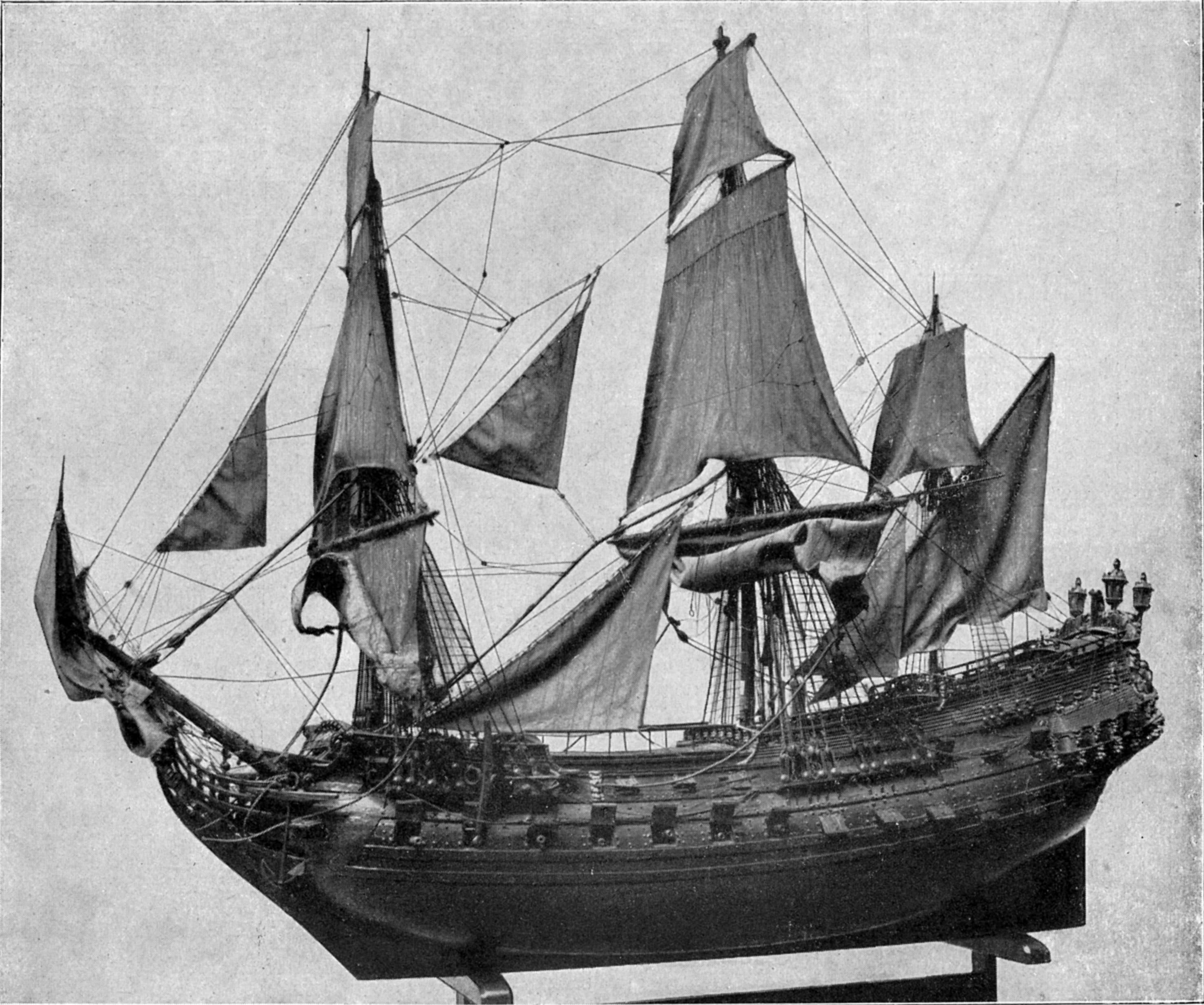
Das unrestaurierte Modell in Seitenansicht, in einer Ansicht von 1922

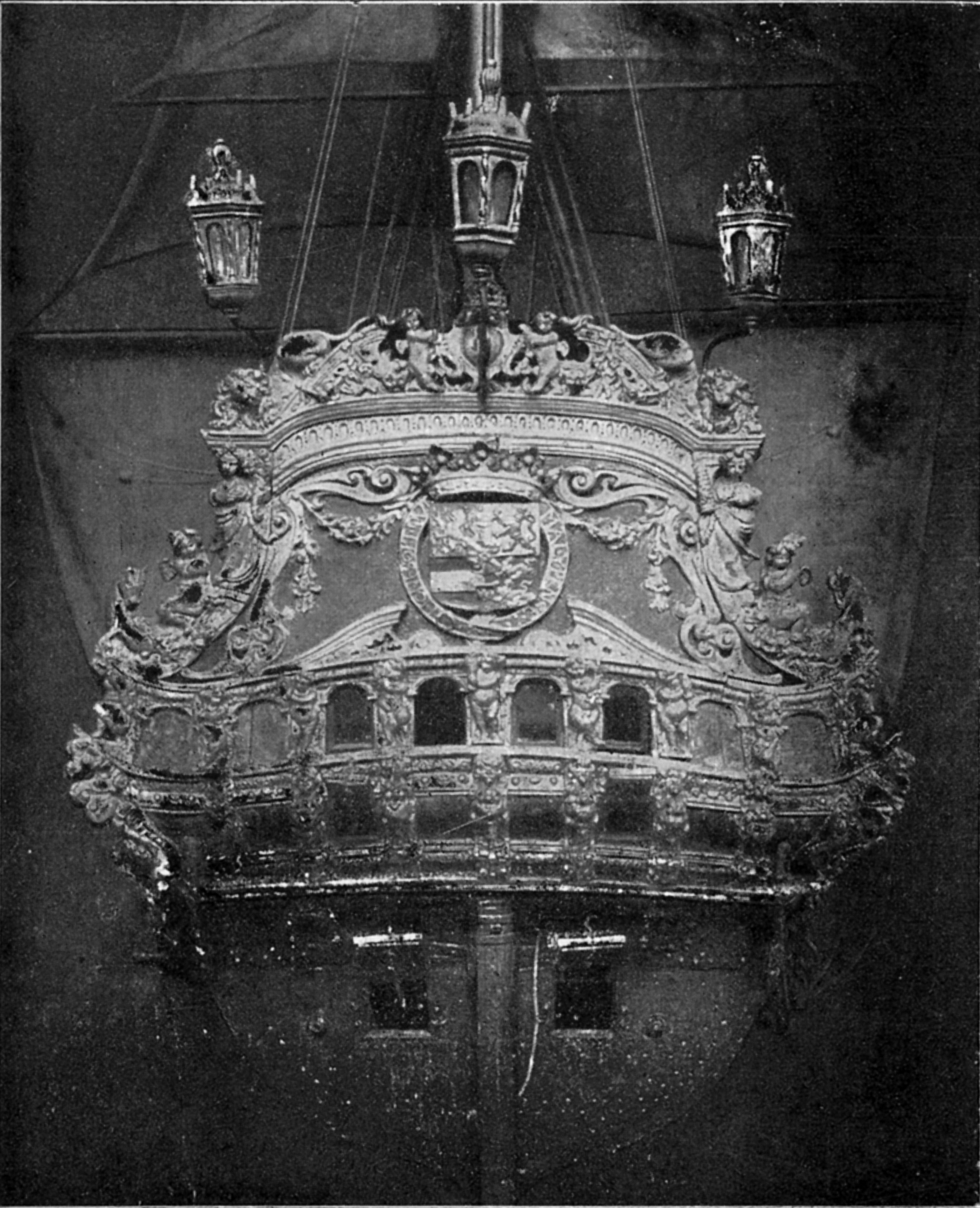
Eine seltene Ansicht des Hecks mit dem oranisches Wappen

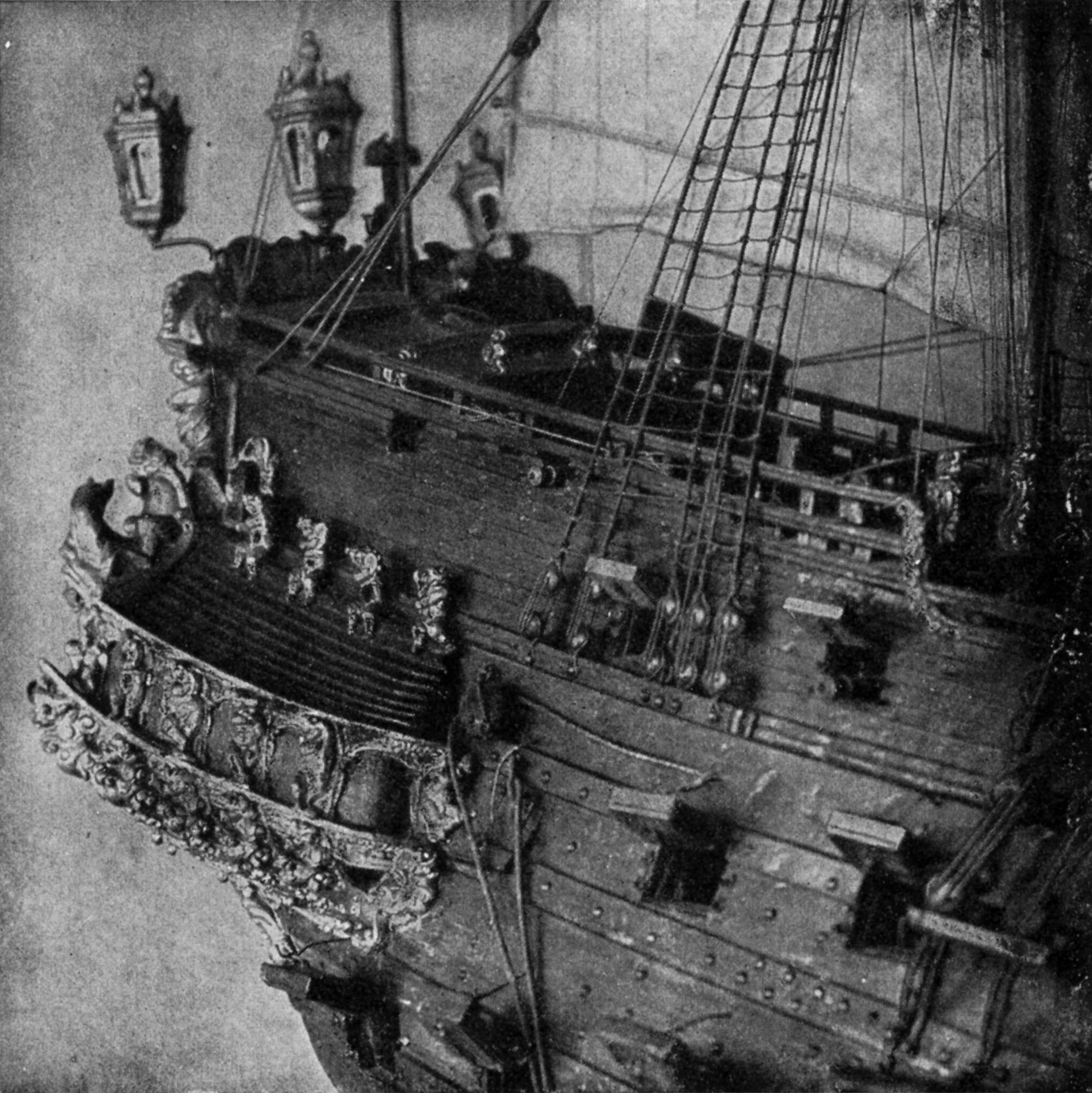
Ansicht des Achterschiffes mit der Seitengalerie und den Hecklaternen

Das „Hohenzollernmodell“ stellte ein niederländisches Kriegsschiff mit zwei durchgehenden Batteriedecks dar. Das Schiff hatte Platz für 78 Geschütze. Der Zeitraum wird mit 1660 bis 1670 angegeben. Das Modell war vollständig getakelt mit drei Masten und Bugspriet mit einer Bovenblinde. Das Heck war mit dem Wappen von Wilhelm II. (Oranien) verziert. Die Galionsfigur zeigte eine für niederländische Schiffe jener Zeit typische Löwendarstellung. Zwei Wappen im Wulf am Heck stellten den aufrechten Löwen vor einem blanken Schild und die gekreuzten Anker für die Admiralität dar. Oben am Heck befanden sich drei Laternen für die Signalgebung und als ebenfalls typisches Zierrat.
Die Besonderheiten des Modells betreffen die inneren Details am Modell und dessen Größe. Mit einer Gesamtlänge von 2,67 Metern und einer Rumpfbreite von fast 60 Zentimetern gehörte es zu den größten zeitgenössischen Schiffsmodellen. Das Innere des Modells war bis ins kleinste Detail wiedergegeben. Damit ist es eine einmalige Quelle für den Schiffbau. Das Heckbild mit dem Wappen und die Grätings in der Kuhl ließen sich zur besseren Einsichtnahme entfernen.
Durch die Tiefgangsmarken am Vor- und Achtersteven kann auf den Amsterdamer Fuß als Grundmaß geschlossen werden. Dadurch lässt sich das Schiff als ein Kriegsschiff zu 156 Amsterdamer Fuß Länge mit etwa 74 bis 76 Geschützen ansprechen. Es gehörte damit zu den größten Schiffen in der niederländischen Flotte jener Zeit und hätte auch ein Admiralsschiff sein können.

## Herkunft und Geschichte
Aufgrund der im Wulf erkennbaren Wappen wird das Modell der Admiralität Amsterdam zugerechnet. Damit ist auch der Entstehungsort mit Amsterdam festgelegt. Ein konkretes Vorbildschiff konnte bisher nicht überzeugend zugeordnet werden. Als Entstehungszeit wird 1660/1670 angesehen, wobei hier sicherlich die drei Bauserien kurz vor und während des zweiten Seekrieges gegen England anzunehmen sind. Hier helfen Vergleiche mit Zeichnungen von dem Älteren und dem Jüngeren Willem van de Velde für eine zeitliche Einordnung und den Vergleich mit existierenden Schiffen der niederländischen Flotte.
Die erste Erwähnung überhaupt und gleich in Berlin erfolgte in Küsters Verzeichnis über die Gegenstände in der Berliner Kunstkammer im Berliner Stadtschloss. Über den Anlass und Zeitpunkt der Überführung nach Berlin existieren keine überzeugenden Darstellungen. In der Berliner Kunstkammer verblieb das Modell bis zur Überführung in das Schloss Monbijou in den 70er-Jahren des 19. Jahrhunderts. Dort wurde auch das erste Foto vom Modell aufgenommen. Um die Jahrhundertwende wurde dem Modell sowohl im Wilhelminischen Deutschland als auch in den Niederlanden eine hohe historische Bedeutung zuerkannt. Die Anzahl der fotografischen Aufnahmen nahm zu und das Modell wurde sogar 1913 nach Amsterdam zur ENTOS ausgeliehen. Auch Überlegungen zu Herkunft und Anlass der Modellherstellung wurden angestellt.
Bis in die 1930er-Jahre wurden aber keine umfassenden Dokumentationen mit wissenschaftlichen Mitteln vom Modell gemacht. Erst im Zuge der Bedrohung durch den Luftkrieg im Zweiten Weltkrieg begann Heinrich Winter mit Plattenfotos, Maßaufnahme und Beschreibungen die Dokumentation. 1942 wurde das Modell neben weiteren Objekten aus dem Schloss Monbijou in die Silberkammer des Berliner Stadtschlosses gebracht. Dort wurde es unwiederbringlich  zerstört. Winter veröffentlichte 1967 aus seinen über den Krieg geretteten Unterlagen beim Hinstorff Verlag Rostock die Dokumentation.

## Bedeutung
Bei dem „Hohenzollernmodell“ handelte es sich um eines der wenigen Schiffsmodelle des 17. Jahrhunderts, die bis zum Zweiten Weltkrieg nicht durch Zerstörungen und/oder restauratorische Eingriffe verändert wurden. Es sind zwar Bestrebungen bekannt geworden, aber nie erhielten diese die Zustimmung des Kaisers. Niederländische Schiffsmodelle des 17. Jahrhunderts sind selten und dienten meist nichttechnischen Belangen, sie waren beispielsweise Votivschiffe oder Zier-, Kontor- und Prunkmodelle. Das im Stadsmuseum Gent (STAM) vorhandene zweite Modell mit Werftmodell-Qualität aus dem 17. Jahrhundert wurde bereits Anfang des 19. Jahrhunderts stark „restauriert“ und dann im 20. Jahrhundert nochmals auf die Zeit des 17. Jahrhunderts umgebaut.
Damit wurde das „Hohenzollernmodell“ zu einem Unikat von besonderer Bedeutung, da es das einzige Exemplar aus der Quellengattung Modell für die Schiffbaugeschichte der Niederlande im 17. Jahrhundert war. Es diente als Vergleich zu den Zeichnungen van de Veldes und anderer Marinemaler sowie der zeitgenössischen Literatur über Schiffbau (Nicolaas Witsen und Cornelis van Yk) und anderen schriftlichen Quellen als Interpretationshilfe. Deshalb sind die Informationen über das Modell auch Teil der Quellen für den auf der Batavia-Werf erfolgten Nachbau der De Zeven Provinciën.
Es diente auch als Vorbild für die Rekonstruktion brandenburgischer und Hamburger Kriegsschiffe, wie der Wapen von Hamburg und der Friedrich Wilhelm zu Pferde.
Da dieses Modell durch das Buch von Winter gut dokumentiert und mit Modellplänen im Maßstab 1:100 versehen ist, wird es oft als Vorbild für den vorbildgetreuen Modellbau verwendet. Weitere Modelle wurden auch für Museen gefertigt. So wurde für das National Maritime Museum Greenwich bereits 1923 ein halbgroßer Nachbau des Modells angefertigt und im Rotterdamer Schiffahrtsmuseum befinden sich zwei Nachbauten des Modells.

## Dokumentation
Neben dem auch ins Niederländische übersetzten Buch von Winter sind im Archiv des Technikmuseums Berlin im Nachlass Wolf-Dietrich Wagners noch viele originale Fotos sowie einzelne noch nicht publizierte Glasplattenabzüge erhalten. Weitere unpublizierte Fotos finden sich in Privatbesitz. Zudem wurden vereinzelt andere nicht von Winter aufgenommene Fotos publiziert. Das Manuskript und die originalen technischen Zeichnungen Winters werden ebenfalls im Technikmuseum aufbewahrt.